# Floire et Blancheflor
Floire et Blancheflor (Floris i Blancaflor) és una novel·la anònima del segle xii que narra l'amor entre els joves del títol i que es considera la primera novel·la cortesana, avantpassada de la novel·la sentimental de caràcter romàntic posterior. Es conserven dues versions de l'obra: una anomenada aristocràtica (atribuïda sòlidament a Robert d'Orbigny), probablement més fidel a l'original, i una altra anomenada popular on les desgràcies dels amants apareixen exagerades i amb episodis afegits. La novel·la està escrita en vers apariats i va ser traduïda a nombroses llengües vernacles pel seu gran èxit.

## Argument
Floire (Floris) és un jove sarraí que s'enamora des de la infantesa de Blancheflor (Blancaflor), la filla d'una cristiana presonera de la seva família. Ambdós s'eduquen junts i pensen casar-se però els pares de Floire s'hi oposen i venen la noia al propietari d'un harem. Floire deixa casa seva i viu nombroses aventures fins a aconseguir alliberar-la. Posteriorment tornen a la seva pàtria i ell es converteix al cristianisme per poder casar-se amb la seva estimada.

## Anàlisi
La novel·la conté nombrosos elements de les històries de cavalleries, com les proves que ha de patir Floire per aconseguir retornar amb la seva estimada però el tractament de la relació entre ells dos, que és l'únic motor de les seves accions i no pas la glòria, allunyen aquesta obra d'altres de l'època. L'absència de combats en la versió aristocràtica reforça aquest allunyament.
S'hi aprecia la influència de la literatura oriental en alguns dels episodis de l'obra. L'exotisme buscat en la descripció dels ambients i la menció de ciutats allunyades d'Occident tindran gran èxit i seran constants en altres novel·les cortesanes posteriors, antecedents de la novel·la bizantina.